# Lenguas ingaevónicas
El ingaevónico o germánico del mar del norte se considera que fue un dialecto o subgrupo de las germánico occidental, descendiente a su vez del protogermánico.
La evidencia filogenética muestra que las lenguas anglofrisias y las lenguas sajónicas comparten numerosas isoglosas dentro de las lenguas germánicas occidentales, posteriormente la rama sajónica sufrió la influencia de las lenguas bajogermánicas, pero existe base adecuada para considerar al anglofrisio y en sajónico como un grupo dentro de las lenguas germánicas occidentales. El ingaevónico no se considera una protolengua sino un grupo de dialectos que sufrieron los mismos cambios.
El grupo fue propuesto por primera vez por el lingüista alemán Friedrich Maurer y lleva el nombre de los ingaevones, un pueblo germánica occidental en la costa del Mar del Norte mencionado por Tácito y Plinio el Viejo.